# كارلوس كامبوس سيلفا
كارلوس كامبوس سيلفا (14 فبراير 1937 - 11 نوفمبر 2020)، هو لاعب ومدرب كرة قدم من تشيلي لعب مركز الهجوم، شارك في كأس العالم 1962 وكأس العالم 1966. وشارك مع منتخب تشيلي لكرة القدم. أما مع النوادي، فقد لعب مع نادي أونيفرسيداد دي تشيلي.

## وصلات خارجية
- كارلوس كامبوس سيلفا على موقع الاتحاد الدولي (مؤرشف)  (الإنجليزية)
- كارلوس كامبوس سيلفا على موقع قاعدة بيانات كرة القدم.إي يو (الإنجليزية)
- كارلوس كامبوس سيلفا على موقع ناشيونال فوتبول تيمز (الإنجليزية)
- كارلوس كامبوس سيلفا على موقع عالم كرة القدم.نت (الإنجليزية)